# 菱川善夫
菱川 善夫（ひしかわ よしお、1929年6月3日 - 2007年12月15日）は、日本の歌人・文芸評論家・国文学者。北海学園大学名誉教授。戦後の前衛短歌運動を批評の立場から推し進めた。

## 経歴および人物
北海道小樽市出身。旧制小樽中学（現北海道小樽潮陵高等学校）、1953年北海道大学文学部国文学科卒業、1958年同大学院文学研究科博士課程満期退学。1957年北海道苫小牧西高等学校教諭。1959年北海道札幌西高等学校教諭、1962年旭川工業高等専門学校助教授、1969年北海道工業大学助教授。1972年同教授、1977年北海学園大学教養部教授。1993年同人文学部教授。北海学園大学教養部長や、同学生部長、同附属図書館長、同人文学部長・大学院文学研究科長を歴任。2004年北海学園大学を退職。同名誉教授。
学生時代より短歌結社「新墾」「潮音」に所属し、小田観螢に師事する。大学では風巻景次郎門下に属して「八代集」研究の基礎を叩き込まれ、『古今和歌集』『新古今和歌集』を積極的に再評価する立場をとった。
1954年、『敗北の抒情』で第1回現代短歌評論賞受賞。塚本邦雄、岡井隆、寺山修司、春日井建、葛原妙子など若手の前衛歌人たちを徹底的に擁護し、前衛短歌運動の理論的支柱となった。全国区の活躍をしながらも札幌市に居住を続け、北海道青年歌人会を主宰するなど北海道短歌界の中心人物として文化発展に寄与してきた。1979年、第7回札幌市民文化奨励賞受賞。北海道新聞短歌賞選考委員や、1992年から15年に及ぶ北海道新聞でのコラム連載なども行った。
全10巻の『菱川善夫著作集』が沖積舎より発刊されている。門下に同じ現代短歌評論賞受賞者である北海学園大学教授・田中綾がいる。昭和30年代以降はもっぱら批評に専念して自らの歌作は止めているとしていたが、実際は断続的に密かに作り続けており、没後に歌集が刊行された。

## 著書
- 敗北の抒情（1958・作品社）
- 現代短歌・美と思想（1972・桜楓社）
- 戦後短歌の光源（1974・桜楓社）
- 中城ふみ子の秀歌（1977・短歌新聞社）
- 初学百首 藤原定家拾遺愚草注釈（1978・桜楓社）
- 飢餓の充足 現代短歌 - 状況と課題（1980・桜楓社）
- 歌のありか 現代歌人文庫（1980・国文社）
- 斎藤茂吉 日本文学研究資料叢書（1980・有精堂）
- 菱川善夫評論集成（1990・沖積舎）
- 私という剣（1989・雁書館）
- 素手でつかむ火 90年代短歌論 講演集 ながらみ書房 2001.3
- 歌の海 現代秀歌抄 沖積舎 2005.12 (菱川善夫著作集 1)
- 塚本邦雄の生誕 水葬物語全講義　沖積舎 2006.11 (菱川善夫著作集 2)
- 火の言葉 現代文化論 沖積舎 2006.7 (菱川善夫著作集 3)
- 美と思想 短歌史論 沖積舎 2007.6 (菱川善夫著作集 4)
- おのれが花 中城ふみ子論と鑑賞 沖積舎 2007.11 (菱川善夫著作集 5)
- 叛逆と凝視 近代歌人論　沖積舎 2010.12 (菱川善夫著作集 6)
- 前衛短歌の列柱 現代歌人論　沖積舎 2011.3 (菱川善夫著作集 7)
- 未来への投弾 時評と文明論　沖積舎 2011.8（菱川善夫著作集 8）
- 千年の射程 現代文学論　沖積舎 2011.10（菱川善夫著作集 9）
- 自伝的スケッチ 運動体への導火線　沖積舎 2012.2（菱川善夫著作集 10）
- 菱川善夫歌集 短歌研究社 2013.12

編纂
- 新編中城ふみ子歌集 2004.10 (平凡社ライブラリー)
- 美と思想 その軌跡 菱川善夫退職記念誌 菱川プロジェクト実行委員会編 沖積舎 2004.6
- 小笠原賢二小説集 響文社 2006.9